# Society of Professional Journalists
La Society of Professional Journalists (SPJ, també anomenada en català com la Societat de Periodistes Professionals), anteriorment anomenada Sigma Delta Chi, és una de les organitzacions més veteranes que representen els periodistes dels Estats Units d'Amèrica. Va ser fundada l'abril de 1909 a la Universitat DePauw i els seus estatuts van estar redactats per William Meharry Glenn. Els deu membres fundadors van ser Gilbert C. Clippinger, Charles A. Fisher, William M. Glenn, Marion H. Hedges, L. Aldis Hutchens, Edward H. Lockwood, LeRoy H. Millikan, Eugene C. Pulliam, Paul M. Riddick i Lawrence H. Sloan.
La missió principal de la Society of Professional Journalists és promoure i defensar que la primera esmena de la Constitució dels Estats Units garanteixi la llibertat d'expressió i la llibertat de premsa; fomentar nivells de qualitat alts i el comportament ètic en la pràctica del periodisme, i promoure i donar suport a la diversitat en el periodisme.
L'SPJ té gairebé 300 capítols locals pels Estats Units d'Amèrica els quals imparteixen programes educatius al seu àmbit territorial i ofereixen contacte regular amb uns altres professionals. El nombre de membres de l'organització supera als 9.000 professionals dels mitjans de comunicació.
Entre les iniciatives de l'SPJ destaquen un fons de defensa legal per defensar els drets als tribunals; la campanya Project Sunshine per millorar l'habilitat dels periodistes i el públic general per obtenir accés a informació governamental; la revista Quill, i l'entrega anual dels Sigma Delta Chi Awards per l'excel·lència d'honor en el periodisme. També ha redactat un codi d'ètica que aspira a garantir que els periodistes segueixen un comportament i decisions correctes durant la seva tasca.
L'organització va ajudar a promoure la creació de l'American Reporter, el primer diari únicament electrònic de la història.